# Krzysztof Kłosiński
Krzysztof Kłosiński (* 21. März 1951 in Krakau) ist ein polnischer Literaturhistoriker, Literaturkritiker und Übersetzer. In seinen wissenschaftlichen Untersuchungen beschäftigt er sich vorwiegend mit den Werken von Roman Jaworski und Eliza Orzeszkowa.

## Leben
Von 1964 bis 1968 besuchte Kłosiński das Gymnasium in Krakau. Nach dem Abitur 1968 studierte er Polonistik an der Jagiellonen-Universität in Krakau, wo er 1973 den Magister erwarb. Nach seinem Studium wurde er als Assistentin am Institut für Polnische Kultur und Literatur der Schlesischen Universität in Katowice angestellt. 1975 debütierte er als Literaturkritikerin mit dem Aufsatz Problematyka czasu w powieści historycznej XIX wieku, die in der Zeitschrift Pamiętnik Literacki publiziert wurde. 1977 heiratete er Krystyna Kłosińska. 1982 promovierte er mit der Arbeit Proza Romana Jaworskiego na tle przemian 1910–1925 an der Schlesischen Universität. 1991 habilitierte er dort mit der Arbeit Mimesis w chłopskich powieściach Orzeszkowej. 1995 leitete er eine Sendung zu klassischer Musik im schlesischen Radiosender Top. Seit 2002 ist er Professor an der Schlesischen Universität. Von 2004 bis 2009 leitete er mit Kazimiera Szczuka die wöchentliche Sendung Wydanie drugie poprawione auf dem Fernsehsender TVN. Von 2005 bis 2013 gab er Seminare an der in Warschau. 2007 übernahm er den Vorsitz des Komitet Nauk o Literaturze der Polnischen Akademie der Wissenschaften. Seit 2008 ist er Mitglied des Senderbeirats des Polskie Radio Katowice. Von 2008 bis 2016 war er Direktor des Instituts für Polnische Literatur an der Schlesischen Universität.
Er wohnt in Sosnowiec.

## Publikationen
- Mimesis w chłopskich powieściach Orzeszkowej, 1990
- Wokół „Historii maniaków“, 1992
- Eros, dekonstrukcja, polityka, 2000
- Poezja żalu, 2001
- W stronę inności. Rozbiory i debaty, 2006

## Übersetzungen
- Alfred Hitchcock: Ciężki dzień na szafocie, 1994
- Knut Boeser: Nostradamus, 1996
- Alexander Waugh: Musyka klasyczna. Nowy sposób słuchania, 1997
- Roland Barthes: Lektury, 2001, zusammen mit Michał Paweł Markowski und Ewa Wieleżyńska
- Jacques Derrida: Pismo i różnica, 2004

## Auszeichnungen
- 2002: Bronzenes Verdienstkreuz der Republik Polen